# Varkaus Racing Team
Varkaus Racing Team – fiński klub motocyklowy z Varkaus.

## Sekcje
- żużel (klasyczny, ice speedway, longtrack)
- wyścigi motocyklowe
- motocross
- wyścigi skuterów śnieżnych

## Historia klubu
Klub został założony w 1990 i kontynuuje tradycje istniejących wcześniej klubów motocyklowych Varkauden Mootoripyörä Urheilijat (VarkMPU) oraz Vakauden Motoorikerho (VarkMK). W 2015, po ponad 20-letniej przerwie klub z Varkaus wystartował w fińskiej lidze żużlowej zajmując w niej 4. miejsce, ten sam rezultat udało się powtórzyć w rok później. Zawodnikom Kotwic udało się wywalczyć tytuł wicemistrza kraju w 2017 roku. Od sezonu 2018 klub jest współorganizatorem Baltic Speedway League, wystawiając w jej rozgrywkach dwie pary, które zajęły odpowiednio 2. i 3. miejsce, a tytuł indywidualnego mistrza ligi bałtyckiej zdobył Antti Vuolas. 

## Zawodnicy
| imię i nazwisko | nar.      |
| --------------- | --------- |
| Jesse Mustonen  | Finlandia |
| Viljam Lappi    | Finlandia |
| Niklas Säyriö   | Finlandia |
| Teemu Keinänen  | Finlandia |
| Ķasts Puodžuks  | Łotwa     |